# Российская партия свободы и справедливости
«Российская партия свободы и справедливости» (РПСС) — российская левоцентристская политическая партия. Была создана как «Коммунистическая партия социальной справедливости» (КПСС) на учредительном съезде 8 апреля 2012 года и официально зарегистрирована 28 мая 2012 года. По уставу партии декларировала построение социалистического государства.
В 2018 году, по итогам выборов в Законодательное собрание Владимирской области набрала 6,14 %, получив одно место и льготу на участие в выборах в Государственную думу 2021 года без сбора подписей, по итогу которых не прошла в парламент, получив 0,77 %.

## История

### Коммунистическая партия социальной справедливости

Флаг «Коммунистической партии социальной справедливости» (2012—2021)

Лого «Коммунистической партии социальной справедливости» (2020—2021)

Партия была создана при участии лидера Демократической партии России и Центра политических технологий Андрея Богданова, о чём было заявлено 18 июля 2012 года на совместной пресс-конференции «Координационного совета — межпартийного совещания». Это объединение также было создано по инициативе Андрея Богданова. В него вошли Союз горожан, Социал-демократическая партия России, Народная партия России, Демократическая партия России и Коммунистическая партия социальной справедливости. Известно также, что программу для КПСС написал бывший зампред ДПР, ныне председатель партии Союз горожан Вячеслав Смирнов.
В 2013 году на региональных Выборах, в Волгограде набрала 5,04 % (9055 голосов) преодолев пятипроцентный барьер, получив одно место в Волгоградской городской думе.
В 2014 году партию возглавил сам Андрей Богданов, сменив на этом посту Юрия Морозова; первым секретарём центрального комитета партии был избран Андрей Брежнев — внук генерального секретаря ЦК КПСС Л. И. Брежнева, возглавивший партийные списки на выборах, по итогам которых партия в Государственное Собрание Республики Марий Эл 6-го созыва получила 2,21 % (5 085 голосов), в Республике Крым получила 0,84 % (6 199 голосов), в Законодательное Собрание города Севастополя получила 0,53 % (886 голосов), не пройдя в парламент.
13 декабря 2015 года под руководством председателя партии «Гражданская Сила» Олега Сидорова и председателя КПСС Андрея Богданова на совместном заседании Федеральных Политических советов партий было объявлено о предстоящем объединении под существующим названием «Коммунистическая партия социальной справедливости», но на организационной базе партии «Гражданская Сила», допущенной к федеральным выборам без сбора подписей. Однако уже 18 декабря Олег Сидоров был смещён с должности.
В выборах в Государственную думу (2016) не участвовала. Центральная избирательная комиссия не включила партию в список партий, которые на выборах в Госдуму освобождаются от сбора подписей избирателей. Партия самостоятельно сбор подписей не проводила.
12 января 2018 года на Президентские выборы в России (2018) секретарь ЦК партии, депутат Волгоградской городской Думы Олег Булаев, подал документы в ЦИК России, однако до регистрации снял свою кандидатуру с выборов.

### Российская партия свободы и справедливости
28 марта 2021 года на съезде КПСС новым председателем ЦК партии был избран экс-депутат Государственной думы V созыва (фракция «Единая Россия»), политтехнолог Константин Рыков. Помимо этого, было решено сменить название партии на «Российская партия свободы и справедливости». «Мы планируем создать партию принципиально нового типа. Социально ориентированная с одной стороны, как того требует время, но при этом — многовекторная и гибридная по своей структуре. Партию свободных людей, мечтающих о развитии и прогрессе. Партию, в центре внимания которой стоит человек, а не обслуживающий его бюрократический аппарат. Партию, порождающую множество лидеров, а не одного вождя», — рассказал новый лидер партии Рыков на своей странице в Facebook.
29 марта издание «Ведомости» со ссылкой на свои источники в администрации президента и руководстве партии сообщило, что общественный деятель и журналист Максим Шевченко может выдвинуться на выборы в Госдуму от РПСС. Сам Шевченко подтвердил, что этот вопрос рассматривается. 31 марта прошла первая партийная конференция, в ходе которой было достигнуто соглашение о выдвижении Шевченко по 208-му (Центральному) избирательному округу Москвы. Также политик возглавит федеральный список партии и станет её лидером.
Хотя Максим Шевченко и заявлял, что старая КПСС прекращает своё функционирование, 15 апреля на Youtube-канале Максима Шевченко были представлены первые кандидаты от партии на предстоящих выборах в Государственную думу по партийному списку. Ими оказались предприниматель, экономист Дмитрий Потапенко и эксперт по вопросам Северного Кавказа и ислама Руслан Курбанов.
27 апреля была представлена, как кандидат от партии, депутат Московской городской думы Елена Шувалова, ранее исключённая из КПРФ за голосование против московского бюджета и организацию круглого стола со сторонниками Навального. Она возглавит список партии по Москве.
8 мая был представлен, как кандидат от партии, депутат Законодательной думы Хабаровского края Максим Кукушкин, ранее исключённый из КПРФ за участие в событиях 23 января 2021 года.

#### Текущее состояние (с 2022 года)
9 сентября 2022 года в своём официальном Telegram-канале Максим Шевченко заявил, что лидером РПСС себя больше не считает и в деятельности политической партии не участвует.
В декабре 2023 года на президентских выборах 2024 года от РПСС выдвигался Андрей Богданов, но в январе 2024 года снялся с выборов.
В 2022 году официальный сайт партии (https://rpss.ru/) отключен за неуплату.

## Выборы
В 2012 году в единый день голосования 14 октября, партия не смогла получить ни одного мандата. По итогам выборов КПСС получила Краснодарский край — 26 704 (1,59 %) голосов; Саратовская область — 6 140 (0,66 %) голосов; Сахалинская область 3 286 (3,04 %) голосов; Северная Осетия 2 718 (1,18 %) голосов. В Калининграде партия участвовала в выборах главы города, её кандидат Дмитрий Кочергин набрал 289 (0,39 %) голосов.
В 2013 году единый день голосования 8 сентября, партии удалось в Волгограде набрать 9 055 голосов (5,04 %) и получить одно место в Волгоградской городской думе. В остальных региональных выборах партия получила следующие результаты: Владимирская область —  3,75 %; Республика Бурятия —  3,68 %; Иркутская область — 3,26 %; Забайкальский край — 3,06 %; Смоленская область — 2,54 %; Ульяновская область — 2,46 %; Республика Саха (Якутия) — 1,92 %; Ивановская область — 1,85%; Ростовская область — 1,45 %; Республика Калмыкия — 1,36 %; Архангельская область — 1,12 %; Ярославская область — 1,01%; Кемеровская область — 0,27 %; Чеченская Республика — 0,03 % голосов. На выборах губернатора Владимирской области кандидат Анчугин Б. А. получил 1,77 % голосов.
В 2015 году список партии на выборах Совета народных депутатов города Владимира получил 2,78 % (1 421 голос).
В 2017 году на выборах главы Удмуртской Республики партия выдвинула главного редактора МАУ «Агентство Столица Ижевск» Андрея Иванова, получивший 2,50 % (10 296 голосов).
В единый день голосования 9 сентября 2018 года партия на выборах городскую думу Волгограда, в которой был представитель, не участвовала. Партийные списки партии были зарегистрированы на выборах Законодательного собрания Иркутской области, Народного хурала Республики Бурятия и Законодательного собрания Владимирской области, где партия выдвинула своего кандидата на выборах губернатора Владимирской области Ивана Алтухова. Представителю партии на выборах Законодательного собрания Ульяновской области было отказано в регистрации.
31 марта 2021 года первая партийная конференция с новым названием решила, федеральный список Российской партии свободы и справедливости на выборах в Госдуму возглавил Максим Шевченко. Также в федеральный список партии вошли: журналист Иван Засурский, депутат Мосгордумы Елена Шувалова, предприниматель Дмитрий Потапенко (снят с выборов судом), депутат заксобрания Хабаровска Максим Кукушкин, политолог Руслан Курбанов, историк Дамир Исхаков, общественный деятель Иван Шамаев, владелец интернет-компании LiveInternet Герман Клименко, экс-депутат Госдумы Максим Шингаркин, правозащитник Олег Мельников. По итогу Выборов в Государственную думу (2021) партия получила 0,77 % голосов, не пройдя в федеральный парламент.

### Представители в парламенте
В 2018 году на выборах в Законодательное собрание Владимирской области как КПСС набрала 6,14 %, получив 1 место.
В 2013 году на выборах в Волгоградскую городскую думу как КПСС набрала 9 055 голосов (5,04 %), получив 1 место. В 2018 году партия в выборах в городскую думу не участвовала.

## Руководство партии

### РПСС (с 2021 года)
- Максим Шевченко — лидер (в партии не состоит) (с апреля 2021 года по сентябрь 2022 года).
- Константин Рыков — председатель ЦК (с марта 2021 года).

### КПСС (2012—2021)
- Богданов, Андрей Владимирович — основатель и председатель правления (2014—2017 и с 2020 года).
- Булаев Олег Александрович — депутат Волгоградской городской думы, первый секретарь ЦК (2017—2018).
- Балагурова Наталия Валериевна — председатель правления (2018—2020).
- Брежнев, Андрей Юрьевич — первый секретарь ЦК (2014—2016).
- Морозов Юрий Александрович — первый секретарь ЦК (2012—2014)[49].

## Критика
Критика КПСС
Партию обвиняют в том, что она является проектом Кремля, созданным для отнятия голосов у КПРФ и усиления позиций правящей партии «Единая Россия». Известно, что председатель ЦК партии Юрий Морозов в советское время был членом КПСС, а позднее — «Единой России».
КПРФ указывает, что КПСС выдвигала по одномандатным округам кандидатов, являющихся однофамильцами кандидатов от КПРФ, с целью запутать избирателей. Сергей Обухов утверждает, что «за выдвижением однофамильцев стоит не КПСС, а административный ресурс и партия власти…».
В 2013 году женщину-кандидата от партии КПСС сняли с выборов в Архангельское областное собрание, поскольку оказалось, что она умерла за четыре месяца до выдвижения.
В 2018 году основатель и владелец партии Андрей Богданов сообщил, что продаёт первое место в партийном списке в Волгоградскую городскую думу за 1,5 млн руб., стоимость выдвижения кандидатом от партии — от 200—250 тыс. руб. На прошлых выборах в городскую думу Волгограда партии удалось набрать 5,04 % и получить 1 место, депутатом являлся Олег Булаев из Москвы, за 5 лет он посетил всего 2-3 заседания. На выборах 2018 года партия в выборах в Волгограде не участвовала.
В 2020 году на выборах губернатора Иркутской области партия выставила Геннадия Щадова. От КПРФ на выборы был заявлен Михаил Щапов.
Критика РПСС
В 2021 году партию, пережившую ребрендинг, возглавил Константин Рыков, который в 2000-е годы был близок к бывшему куратору внутренней политики Владиславу Суркову, а во время протестов 2011—2013 годов написал у себя в Twitter'е: «Посчитал патроны. Три магазина. Заберу с собой человек 30 либералов. Слава России».
Лидер Левого Фронта Сергей Удальцов заявил, что «характер действий новой партии (РПСС) дает основания думать, что это они будут спойлерами», в связи с этим назвал переход Шевченко в РПСС «предательством своих товарищей в ответственный момент» и допустил возможность его исключения из Левого Фронта на майском съезде движения.
Экономист Михаил Делягин заявил, что не пойдёт на выборы в Госдуму от РПСС из-за поддержки Навального со стороны Шевченко, несмотря на это, относится к партии позитивно.